# ジェアン・ルーカス・ジ・ソウザ・オリヴェイラ
ジェアン・ルーカス（Jean Lucas）ことジェアン・ルーカス・ジ・ソウザ・オリヴェイラ（Jean Lucas de Souza Oliveira, ブラジルポルトガル語発音: [ʒeˈɐ̃ ˈlukas d(ʒi) ˈsowzɐ oliˈvejɾɐ]、1998年6月22日 - ）は、ブラジル・リオデジャネイロ出身のサッカー選手。ECバイーア所属。ポジションはミッドフィールダー。

## クラブ歴

### フラメンゴ
ノヴァ・イグアスFCでサッカーを始めた。15歳の時に放出され、ボンスセッソFCに加入。2015年にCRフラメンゴに移籍した。
2017年12月にトップチームに昇格。翌年1月17日のカンピオナート・カリオカでプロ初出場。彼の活躍もあり、フラメンゴは同年の州リーグを優勝した。
2月16日に契約を2021年まで更新、違約金も3000万ユーロに設定された。4月22日にカンピオナート・ブラジレイロ・セリエA初出場、ルーカス・パケタに代わっての途中出場であった。
5月24日にはコパ・リベルタドーレス2018のCAリーベル・プレート戦でスターティングメンバーに選ばれ、国際大会初出場.。

### サントス
2019年2月9日に1シーズンの期限付き移籍でサントスFCに加入。彼とは逆にブルーノ・エンヒキがサントスからフラメンゴに完全移籍した。当初はアリソンとカルロス・サンチェスの控えであったが、ホルヘ・サンパオリ監督は彼をレギュラーに据えた。

### オリンピック・リヨン
2019年6月20日、オリンピック・リヨンに移籍金800万ユーロで移籍した。5日後にオリンピック・リヨンに合流し、5年契約を締結した。

### スタッド・ブレスト
2021年1月12月、スタッド・ブレスト29に買取オプションなしの6か月のレンタル移籍。

### モナコ
2021年8月2日、ASモナコと5年契約を結んだ。

### サントス復帰
2023年7月15日、サントスに4年契約で復帰した。

### バイーア
2024年1月10日、ECバイーアに移籍した。